# Třída Akizuki (1959)
Třída Akizuki byla lodní třída torpédoborců Japonských námořních sil sebeobrany. Skládala se ze dvou jednotek, sloužících v letech 1960–1993. Plavidla měla sloužit jako vlajkové lodě flotil torpédoborců. Byly to poslední japonské torpédoborce vycházející z koncepce torpédoborců druhé světové války.

## Stavba
Japonská loděnice Mitsubishi Heavy Industries v letech 1958–1960 postavila celkem dvě jednotky této třídy. Stavba byla financována americkým programem vojenské pomoci z roku 1957.
Jednotky třídy Akizuki:
| Jméno             | Založení kýlu     | Spuštěna        | Vstup do služby | Status                                                                            |
| ----------------- | ----------------- | --------------- | --------------- | --------------------------------------------------------------------------------- |
| Akizuki (DD-161)  | 31. července 1958 | 26. června 1959 | 13. února 1960  | od 27. března 1985 pomocná loď (ASU-7010), vyřazen 7. prosince 1993               |
| Teruzuki (DD-162) | 15. srpna 1958    | 24. června 1959 | 29. února 1960  | od 27. března 1981 pomocná loď (ASU-7012, později TV-3504), vyřazen 27. září 1993 |

## Konstrukce

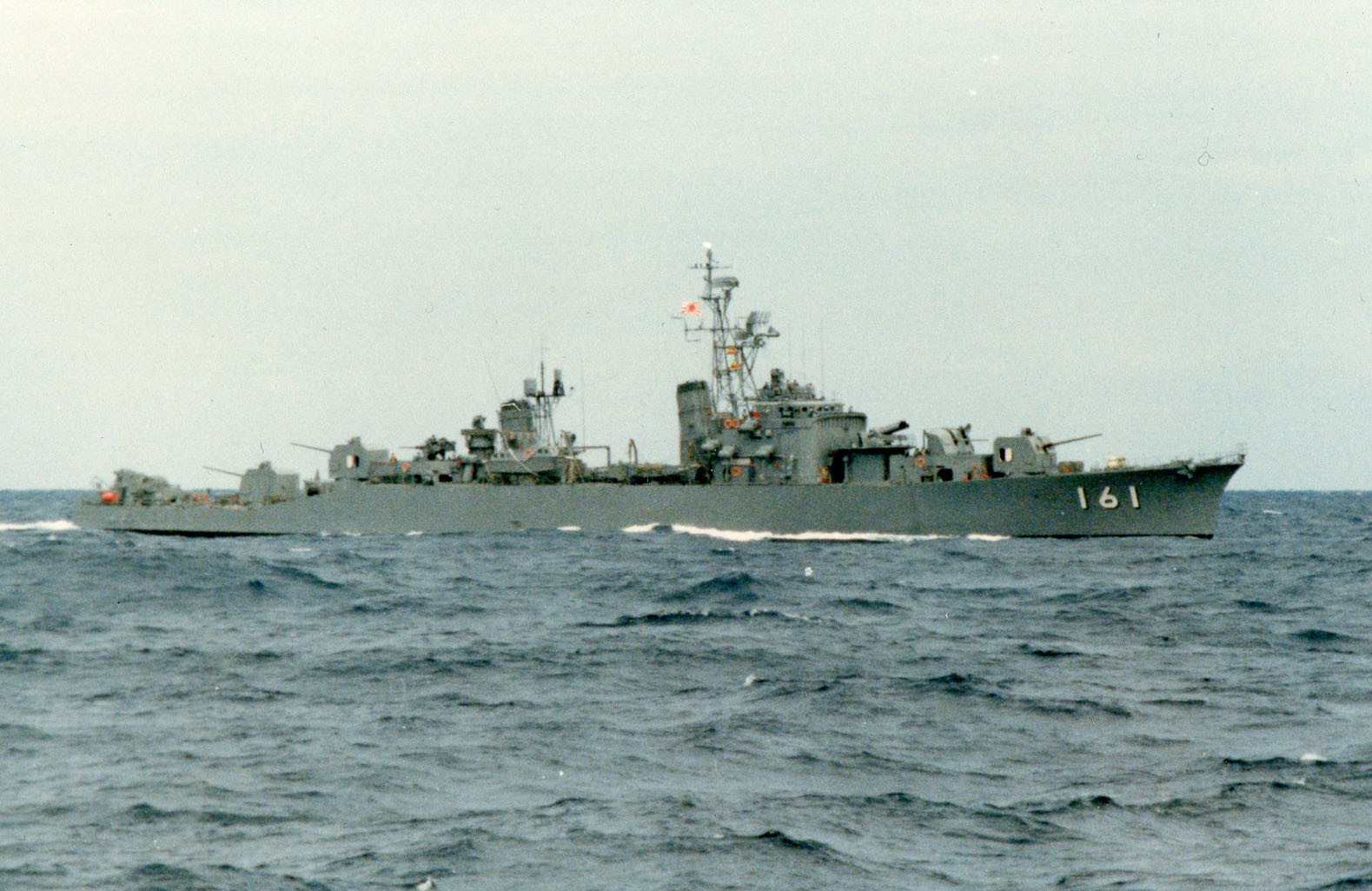
Akizuki (DD-161)

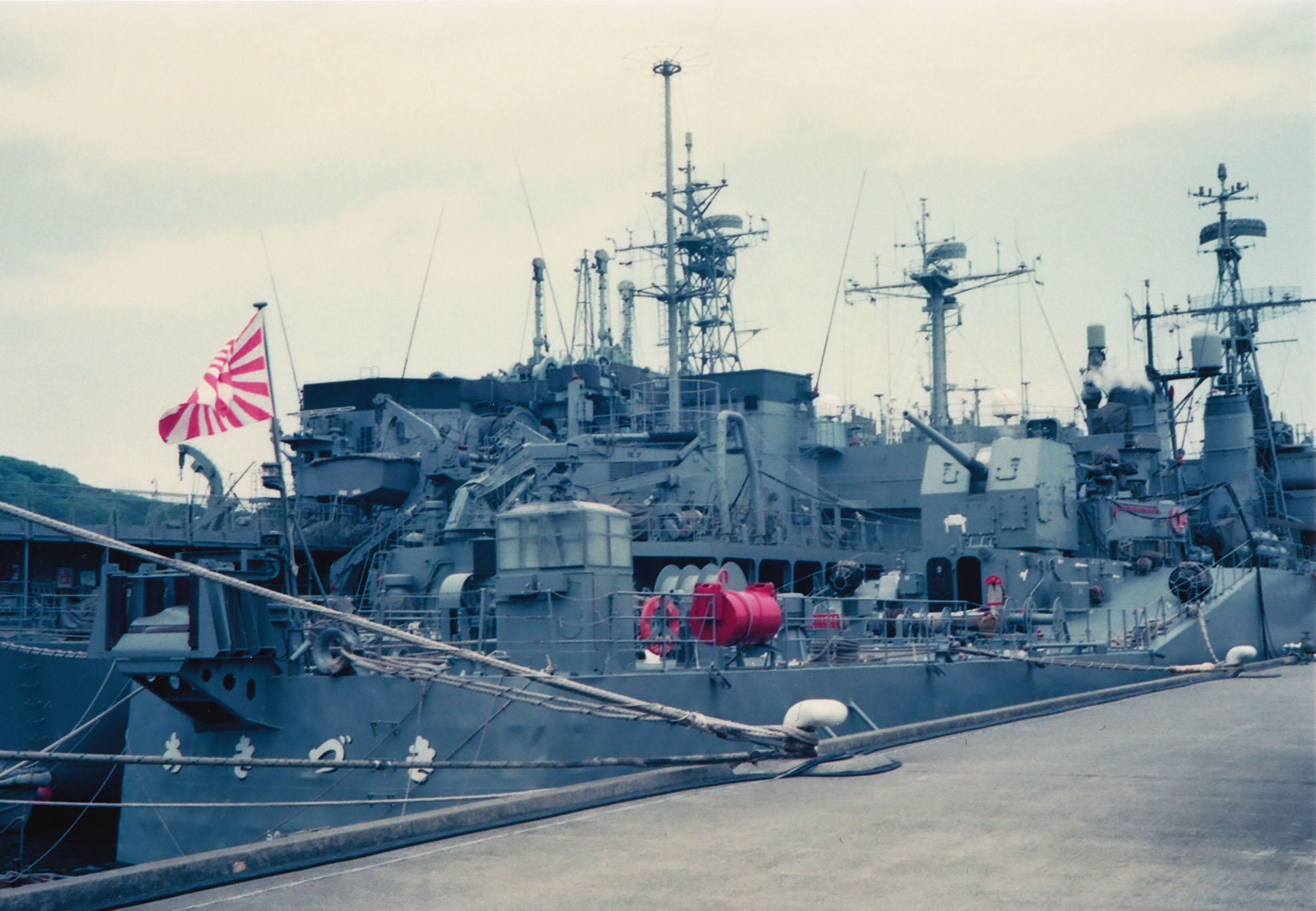
Akizuki (DD-161)

Torpédoborce nesly tři 127mm kanóny v jednohlavňových věžích a čtyři 76,2mm kanóny ve dvoudělových věžích. Uprostřed trupu byl umístěn čtyřhlavňový 533mm torpédomet se čtveřicí náhradních torpéd. Protiponorkovou výzbroj tvořil jeden raketový vrhač hlubinných pum Mk 108, dva salvové vrhače hlubinných pum Hedgehog, dále dva klasické vrhače a dvě skluzavky hlubinných pum. Detekci ponorek zajišťoval trupový sonar SQS-29. Pohonný systém tvořily čtyři kotle a dvě převodové turbíny o výkonu 45 000 shp, pohánějících dva lodní šrouby. Nejvyšší rychlost dosahovala 32 uzlů.

### Modernizace
V letech 1967–1968 torpédoborce dostaly nový vlečný sonar OQA-1 a modernější trupový sonar SQS-23. V letech 1976–1979 byla modernizována jejich protiponorková výzbroj. Původní výzbroj byla sejmuta a nahradil ji jeden čtyřhlavňový 375mm protiponorkový raketomet Bofors a dva trojhlavňové 324mm protiponorkové torpédomety.
V letech 1985–1986 byly oba torpédoborce upraveny na pomocné lodě. Mimo jiné z nich byly odstraněny torpédomety.